# DDR-Skimeisterschaften 1959
Die 11. DDR-Skimeisterschaften fanden vom 5. bis zum 8. Februar 1959 im thüringischen Lauscha statt. In sieben Entscheidungen der Nordischen Skidisziplinen Langlauf, Skispringen und Nordische Kombination, davon zwei Mannschaftswettbewerben gingen Athleten an den Start. Die Meisterschaftsentscheidung im 50-km-Langlauf der Männer wurde am 22. Februar 1959 im sächsischen Altenberg ausgetragen.

## Langlauf

### Männer

#### 15 km
Im mit Spannung erwarteten Duell zwischen dem Oberhofer Kuno Werner und dem Klingenthaler Enno Röder, das im Vorjahr Werner mit 17 Vorsprung für sich entschied, lag Röder bereits nach fünf Kilometern knapp vorn. Und mit dem Oberhofer Werner Haase gesellte sich von der Zwischenzeit her noch ein dritter Titelaspirant hinzu. Röder konnte sein Tempo halten und gewann damit seinen ersten Einzeltitel während Werner Haase noch auf Platz zwei lief und etwas überraschend Kuno Werner auf den Bronzerang verdrängte.
Datum: Freitag, 6. Februar 1959
| Platz | Sportler         | Mannschaft            | Zeit (h) |
| ----- | ---------------- | --------------------- | -------- |
| 1     | Enno Röder       | SC Dynamo Klingenthal | 52:25    |
| 2     | Werner Haase     | ASK Vorwärts Oberhof  | 52:36    |
| 3     | Kuno Werner      | ASK Vorwärts Oberhof  | 52:46    |
| 4     | Heinz Seidel     | SC Dynamo Klingenthal | 53:19    |
| 5     | Rudolf Dannhauer | ASK Vorwärts Oberhof  | 53:56    |
| 6     | Adolf Jankowski  | ASK Vorwärts Oberhof  | 54:11    |

#### 30 km
Bei der letzten Laufentscheidung der Männer wurde ein Sieg von Vorjahresmeister Kuno Werner erwartet. Und nach über 2 Dritteln der Strecke sah es auch ganz danach aus, Werner lag mit über 40 Sekunden Vorsprung vor Röder vorn. Doch zwischen Kilometer 22 und 27 schmolz der Vorsprung auf 7 Sekunden dahin. Da Röder vor Werner ins Ziel kam, musste er nun minutenlang auf den Ausgang des Rennens warten. Am Ende brachte Kuno Werner ganze drei Sekunden Vorsprung ins Ziel und konnte so seinen Titel verteidigen. Die kurze Laufzeit kam durch eine Neugestaltung der Strecke zustande, wodurch die Streckenlänge nicht mehr 30 Kilometer betrug.
Datum: Sonntag, 8. Februar 1959
| Platz | Sportler         | Mannschaft            | Zeit (h) |
| ----- | ---------------- | --------------------- | -------- |
| 1     | Kuno Werner      | ASK Vorwärts Oberhof  | 1:28:28  |
| 2     | Enno Röder       | SC Dynamo Klingenthal | 1:28:31  |
| 3     | Werner Moring    | ASK Vorwärts Oberhof  | 1:30:05  |
| 4     | Werner Haase     | ASK Vorwärts Oberhof  | 1:30:32  |
| 5     | Rudolf Dannhauer | ASK Vorwärts Oberhof  | 1:30:32  |
| 6     | Egon Fleischmann | ASK Vorwärts Oberhof  | 1:31:16  |
| 7     | Alfred Recknagel | ASK Vorwärts Oberhof  | 1:32:49  |
| 8     | Erich Lindenlaub | SC Dynamo Klingenthal | 1:32:57  |
| 9     | Kurt Hinze       | ASK Vorwärts Oberhof  | 1:33:21  |
| 10    | Bäz-Dölle        | SC Motor Zella-Mehlis | 1:33:57  |

#### 50 km
Die letzte Meisterschaftsentscheidung fand im Rahmen eines Wintersportfestes am Altenberger Geisingberg statt, bei dem am Nachmittag auch ein Skispringen mit allen Assen stattfand. Eine besondere Note bekam die Veranstaltung, nachdem nun auch alle Sportler gemeldet hatten, die eigentlich zu den vorolympischen Wettkämpfen nach Squaw Valley reisen sollten. Doch die US-Behörden hatten der DDR-Delegation die Einreise verweigert, weil 8 der 14 Sportler SED-Mitglieder waren. Für Kommunisten herrschte aber damals in den USA ein Einreiseverbot. Zum Langlauf gingen 42 Athleten an den Start, darunter auch Enno Röder und Kuno Werner, die eigentlich in den USA sein sollten. Nach 12,5 Kilometern lag Enno Röder schon 25 Sekunden vor Kuno Werner und bestätigte damit seine guten Ergebnisse von den Skimeisterschaften. Im Zieleinlauf betrug der Vorsprung für den neuen Titelträger Enno Röder fast genau eine Minute. Kuno Werner wurde Vizemeister vor dem überraschend starken Alfred Recknagel, der mit nur 23 Sekunden Rückstand auf Werner Bronze erlief.
Datum: Sonntag, 22. Februar 1959
| Platz | Sportler         | Mannschaft            | Zeit (h) |
| ----- | ---------------- | --------------------- | -------- |
| 1     | Enno Röder       | SC Dynamo Klingenthal | 3:14:26  |
| 2     | Kuno Werner      | ASK Vorwärts Oberhof  | 3:15:25  |
| 3     | Alfred Recknagel | ASK Vorwärts Oberhof  | 3:15:48  |
| 4     | Werner Haase     | ASK Vorwärts Oberhof  | 3:15:57  |
| 5     | Werner Moring    | ASK Vorwärts Oberhof  | 3:18:16  |
| 6     | Erich Lindenlaub | SC Dynamo Klingenthal | 3:20:55  |

#### 4 × 10-km-Staffel
Bei strahlendem Sonnenschein gingen 12 Staffeln an den Start, davon allein drei aus Oberhof. Nach dem ersten Titel für den Klingenthaler Röder wurde das Duell Oberhof-Klingenthal mit besonderer Spannung erwartet. Und nach dem ersten Wechsel führte auch der Klingenthaler Lindenlaub. Doch Werner Haase, zweiter Läufer der ersten Oberhofer Vertretung, lief Tagesbestzeit und wechselte mit anderthalb Minuten vor dem Klingenthaler Stubenrauch. Beim letzten Wechsel hatte sich der Vorsprung sogar auf zwei Minuten vergrößert und die zweite Oberhofer Vertretung sich zwischenzeitlich auf den zweiten Platz vorgeschoben. Schlussläufer Kuno Werner ließ es angesichts des beruhigenden Vorsprungs und der noch folgenden Entscheidung über 30 Kilometer etwas ruhiger angehen und lief am Ende mit reichlich einer Minute Vorsprung vor der zweiten Oberhofer Staffel ins Ziel. Die Klingenthaler Staffel gewann Bronze. Die damalige Leistungsstärke der Oberhofer Langläufer zeigte sich auch darin, dass selbst die dritte Vertretung noch einen guten fünften Platz belegte.
Datum: Sonnabend, 7. Februar 1959
| Platz | Mannschaft               | Sportler                                                           | Zeit (h) |
| ----- | ------------------------ | ------------------------------------------------------------------ | -------- |
| 1     | ASK Vorwärts Oberhof I   | Adolf Jankowski Werner Haase Rudolf Dannhauer Kuno Werner          | 2:09:43  |
| 2     | ASK Vorwärts Oberhof II  | Dieter Köhler-Terz Werner Moring Alfred Recknagel Egon Fleischmann | 2:10:52  |
| 3     | SC Dynamo Klingenthal    | Erich Lindenlaub Werner Stubenrauch Heinz Seidel Enno Röder        | 2:12:32  |
| 4     | SG Dynamo Zinnwald       |                                                                    | 2:15:03  |
| 5     | ASK Vorwärts Oberhof III |                                                                    | 2:15:42  |

### Frauen

#### 10 km
Zum fünften Mal hintereinander konnte Sonnhilde Kallus die Einzelstrecke gewinnen. Renate Borges gewann nach Bronze im Vorjahr diesmal Silber. Bronze gewann ein neues Gesicht, die 18-jährige Oberwiesenthalerin Christine Söldner. Olympiateilnehmerin Elfried Spiegelhauer wurde von ihr um sieben Sekunden geschlagen.
Datum: Freitag, 6. Februar 1959
| Platz | Sportler              | Mannschaft                | Zeit (h) |
| ----- | --------------------- | ------------------------- | -------- |
| 1     | Sonnhilde Kallus      | SC Dynamo Klingenthal     | 43:16    |
| 2     | Renate Borges         | SC Traktor Oberwiesenthal | 44:12    |
| 3     | Christine Söldner     | SC Traktor Oberwiesenthal | 45:06    |
| 4     | Elfriede Spiegelhauer | SC Dynamo Klingentha      | 45:13    |
| 5     | Christa Göhler        | SC Traktor Oberwiesenthal | 45:52    |
| 6     | Bärbel Bader          | SC Motor Zella-Mehlis     | 46:30    |

#### 3 × 5-km-Staffel
Schon in der Einzelentscheidung hatte sich mit den beiden Podiumsplätzen für Borges und Söldner gezeigt, dass in der Oberwiesenthaler Staffel den Vorjahresmeisterinnen aus Klingenthal eine ernsthafte Konkurrenz erwachsen war. Und nach dem ersten Wechsel bestätigte sich der Eindruck, Söldner übergab mit 43 Sekunden Vorsprung an Christa Göhler. Doch diese verlor an Elfriede Spiegelhauer 29 Sekunden und im letzten Duell Kallus-Borges lag Sonnhilde Kallus bereits nach 12,5 Kilometern vorn. Im Ziel hatte sie beeindruckende 50 Sekunden Vorsprung herausgelaufen. Bronze gewann schon weit abgeschlagen die Staffel aus Zella-Mehlis.
Datum: Sonnabend, 7. Februar 1959
| Platz | Mannschaft                   | Sportler                                           | Zeit (h) |
| ----- | ---------------------------- | -------------------------------------------------- | -------- |
| 1     | SC Dynamo Klingenthal I      | Gerda Kaden Elfriede Spiegelhauer Sonnhilde Kallus | 1:03:08  |
| 2     | SC Traktor Oberwiesenthal I  | Christine Söldner Christa Göhler Renate Borges     | 1:03:58  |
| 3     | SC Motor Zella-Mehlis I      | Thiel Luise Thomas Bärbel Bader                    | 1:06:57  |
| 4     | SC Dynamo Klingenthal II     |                                                    | 1:08:07  |
| 5     | SC Motor Zella-Mehlis II     |                                                    | 1:10:09  |
| 6     | SC Traktor Oberwiesenthal II |                                                    | 1:10:21  |

## Nordische Kombination
Im Rahmen des 15-km-Langlaufs trugen auch die Kombinierer ihren Laufwettbewerb aus. Danach führte der im Vorjahr knapp geschlagene Vizemeister Günter Flauger mit 240 Punkten. Vorjahresmeister Siegfried Böhme lag mit 5,6 Punkten Rückstand auf Platz drei. Doch nach einem Sturz musste Böhme seine Titelhoffnungen begraben. So konnte Flauger, der auch die größten Weiten sprang mit über 13 Punkten Vorsprung seinen ersten Meistertitel feiern. Auf den Silberrang schob sich noch Rainer Dietel, der nach dem Laufen noch keine vordere Platzierung hatte. Auch der Kampf um Bronze gestaltete sich spannend, am Ende trennten Medaillengewinner Martin Körner nur 0,5 Punkte vom Viertplatzierten Manfred Meinhold.
Datum: Langlauf 15 km Freitag, 6. Februar 1959; Sprunglauf Sonnabend, 7. Februar 1959
| Platz | Sportler          | Mannschaft              | Punkte |
| ----- | ----------------- | ----------------------- | ------ |
| 1     | Günter Flauger    | SC Dynamo Klingenthal   | 462,5  |
| 2     | Rainer Dietel     | SC Dynamo Klingenthal   | 448,7  |
| 3     | Martin Körner     | SC Dynamo Klingenthal   | 441,0  |
| 4     | Manfred Meinhold  | SC Dynamo Klingenthal   | 440,5  |
| 5     | Klaus Goldhahn    | SC Dynamo Klingenthal   | 439,6  |
| 6     | Günter Meinel     | SC Dynamo Klingenthal   | 436,3  |
| 7     | Lorenz            | SC Dynamo Klingenthal   | 433,4  |
| 8     | Karl-Heinz Herzer | ASK Vorwärts Brotterode | 429,0  |
| 9     | Schönherr         | SC Dynamo Klingenthal   | 418,1  |
| 10    | Siegfried Böhme   | SC Dynamo Klingenthal   |        |

## Skispringen

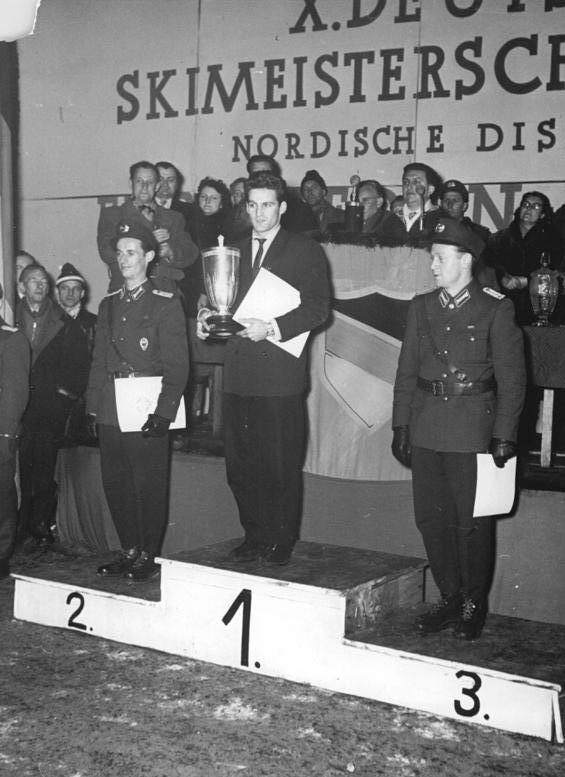
Helmut Recknagel, Harry Glass und Werner Lesser bei den X. Deutschen Skimeisterschaften 1959 in Lauscha

Das Skispringen auf der erst im Dezember des Vorjahres neu eingeweihten Marktiegelschanze wurde der absolute Meisterschaftshöhepunkt. 55.000 Zuschauer strömten in das Lauschaer Henriettenthal, um den souveränen Sieger der vorhergegangenen Vierschanzentournee, Helmut Recknagel, sowie die Vorjahresmeister Harry Glaß und den bis dahin dreifachen DDR-Meister Werner Lesser zu sehen. Nach seiner Niederlage im Vorjahr wollte Helmut Recknagel nun seinen ersten Meistertitel feiern. Und mit Sprüngen von 82,5 m und 82 m gelang ihm das souverän. Am Ende siegte er mit über zehn Punkten Vorsprung vor Harry Glaß. Werner Lesser gewann Bronze.
Datum: Sonntag, 8. Februar 1959
| Platz | Sportler         | Mannschaft              | Punkte |
| ----- | ---------------- | ----------------------- | ------ |
| 1     | Helmut Recknagel | SC Motor Zella-Mehlis   | 229,5  |
| 2     | Harry Glaß       | SC Dynamo Klingenthal   | 218,0  |
| 3     | Werner Lesser    | SC Dynamo Klingenthal   | 216,0  |
| 4     | Günter Flauger   | SC Dynamo Klingenthal   | 212,0  |
| 5     | Rainer Dietel    | SC Dynamo Klingenthal   | 205,5  |
| 6     | Martin Körner    | SC Dynamo Klingenthal   | 205,5  |
| 7     | Manfred Meinhold | SC Dynamo Klingenthal   | 204,0  |
| 8     | Lothar Glaß      | SC Dynamo Klingenthal   | 201,5  |
| 9     | Willi Wirth      | ASK Vorwärts Brotterode | 201,0  |
| 10    | Hugo Fuchs       | SC Dynamo Klingenthal   | 199,0  |

## Ehrung der Sportler des Jahres
Im Anschluss an das Skispringen wurden die Sportler des Jahres 1958 geehrt, dabei erstmals auch die Sportlerin des Jahres, die Schwimmerin Karin Beyer. Die Anwesenheit des bis dahin schon fünfmal geehrten, damals äußerst populären Radsportlers Täve Schur, der erneut gewählt worden war, erklärt unter anderem auch die Menschenmassen.

## Medaillenspiegel
Der SC Dynamo Klingenthal war mit 5 Titeln der prägende Sportclub dieser Meisterschaften. Für die Oberhofer Armeesportler gab es am Ende nur 2 Titel, Kuno Werner musste sich zweimal etwas überraschend geschlagen geben.
| Medaillenspiegel (nach allen 8 Wettbewerben) | Medaillenspiegel (nach allen 8 Wettbewerben) | Medaillenspiegel (nach allen 8 Wettbewerben) | Medaillenspiegel (nach allen 8 Wettbewerben) | Medaillenspiegel (nach allen 8 Wettbewerben) | Medaillenspiegel (nach allen 8 Wettbewerben) |
| Platz                                        | Mannschaft                                   | Gold                                         | Silber                                       | Bronze                                       | Gesamt                                       |
| -------------------------------------------- | -------------------------------------------- | -------------------------------------------- | -------------------------------------------- | -------------------------------------------- | -------------------------------------------- |
| 1                                            | SC Dynamo Klingenthal                        | 5                                            | 3                                            | 3                                            | 11                                           |
| 2                                            | ASK Vorwärts Oberhof                         | 2                                            | 3                                            | 3                                            | 8                                            |
| 3                                            | SC Motor Zella-Mehlis                        | 1                                            | 0                                            | 1                                            | 2                                            |
| 4                                            | SC Traktor Oberwiesenthal                    | 0                                            | 2                                            | 1                                            | 3                                            |